# Hasta morir
Hasta morir es la primera película que Fernando Sariñana realiza como director de cine. Es la historia de dos amigos de la infancia, "El Mau" y "El Boy"; un cholo de TIjuana y un chavo banda de la Ciudad de México que se reencuentran ahí para llevar a cabo un gran plan que mejoraría sus vidas. Ambos viven con Chenta, la tía alcohólica y delirante del Boy. Los amigos cometen algunos asaltos para ahorrar dinero en lo que planean el secuestro de un rico empresario de Tijuana, crimen que les dará suficiente dinero para huir a Los Ángeles y empezar de nuevo. El Boy asesina a un policía y el plan de los jóvenes cambia por completo.

## Argumento
Mauricio y Juan Carlos son amigos de la infancia que por cuestiones del destino se separaron. El Mau llega a la Ciudad de México luego de pasar un tiempo en la cárcel por cometer un asesinato "en defensa propia". El Mau se queda a vivir con el Boy en la casa de su tía Chenta, una señora alcohólica, medio bruja y que sufre de alucinaciones. 
El Boy siente una profunda admiración por El Mau, quien tiene una mente criminal que convence a su amigo para secuestrar a un empresario de Tijuana y con el dinero cobrado, irse a Los Ángeles a iniciar una nueva vida.  Los sueños del Boy consisten en curar a su tía Chenta del alcoholismo y poner un criadero-escuela para perros de pelea, pues ha dedicado mucho tiempo a entrenar a su bull terrier. El Mau, por otro lado, desea poner un taller de retratos dibujados pero ambos desean dejar atrás la vida en las bandas que solo prometen ir a prisión o morir.
Para empezar a ahorrar dinero El Mau y El Boy realizan un primer asalto del que salen bien librados, pero cuando una empleada en un súper se niega a venderle cerveza al Boy, las cosas se complican. Durante el altercado, un policía le dispara al perro del Boy y éste lo mata. El Boy huye a Guadalajara y luego a Tijuana, mientras que el Mau se queda en la capital donde promete seguir con los planes para el gran secuestro, cobrarle a don Cruz el "negocio" que hicieron y cuidar de la tía Chenta.
El Mau descubre que la tía Chenta tiene las escrituras de unos terrenos que de acuerdo con don Cruz, valen mucho dinero. Los herederos son el Boy y su prima Victoria, quienes nunca se conocieron ya que ella es hija de una hermana de Chenta con quien estuvo peleada por cuestiones de casas y herencias. Para poder quedarse con los terrenos, se necesita la autorización de Victoria, así que el Mau se hace pasar por el Boy y la busca para hablar de las escrituras pero termina enamorándose de ella.
Mientras Chenta agoniza sola en un hospital, Victoria y el Mau hacen su vida juntos. La Chava, novia del Boy, por solidaridad a su banda y celosa de que el Mau la rechazara y se enamorara de Victoria, le avisa al Boy, que a estas alturas ya tiene muy bien estudiado al empresario a secuestrar mientras que el Mau ya se ha olvidado de todo. Cuando el Boy regresa conoce a Victoria, quien de forma inocente le cuenta los nuevos planes del Mau. 
El Boy y el Mau se ven envueltos en reclamos y peleas por la traición cometida por el último. La historia termina con la muerte del Mau, la tía Chenta y el desamparo en el que quedan Victoria y el Boy.

## Elenco
- Demián Bichir - Mauricio "El Mau"
- Juan Manuel Bernal - Juan Carlos Güemes "El Boy"
- Verónica Merchant - Victoria Güemes
- Vanessa Bauche - Esther "La Chava"
- Dolores Beristáin - Chenta
- Maru Dueñas - Diana
- Dino García - "El Espanto"
- Montserrat Ontiveros - Adela
- Ximena Sariñana - Melisa
- Alfredo Sevilla - Don Cruz
- Luisa Huertas - Mujer En La Tienda

## Crítica
La pobre promoción y una mala fecha de estreno (6 de enero) impidieron que ganara notoriedad pese a ser una obra de vanguardia dentro del cine mexicano. Marcela Fuentes Beráin, socióloga de formación y guionista de la película, recibió múltiples elogios por la investigación realizada para escribir esa historia de dos amigos donde se retrata a la perfección los valores y el ambiente de marginación en el que viven.

## Premios
La primera obra de Fernando Sariñana, Hasta Morir, destacó en varios festivales de cine, principalmente en Cuba y en México. 
- Premio Ópera Prima Ex Aequo. Festival Internacional de Nuevo Cine Latinoamericano, La Habana, Cuba, 1994.
- Premio Mejor Edición (Carlos Bolado). Festival Internacional de Nuevo Cine Latinoamericano, La Habana, Cuba, 1994.
- Premio Mejor Música (Enrique Quezadas Luna). Festival Internacional de Nuevo Cine Latinoamericano, La Habana, Cuba, 1994.
- Premio Coral. Ópera Prima. Festival Lationamericano de Cuba.
- Premio Coral. Edición (Carlos Bolado), Festival Latinoamericano de Cuba.
- Premio Coral. Música (Eduardo Gamboa), Festival Latinoamericano de Cuba.
- Premio por Dirección de Arte (José Luis Aguilar), (escenografía y ambientación) Festival de Cine Mundial de Montreal, Canadá.
- Ariel Mejor Actor (Demián Bichir), 1995.
- Ariel Mejor Sonido (Miguel Sandoval), 1995.